# 2025년 북대서양 허리케인
이 문서에서는 2025년에 발생한 허리케인들의 활동에 대해 기록하였다.

## 통계

### 허리케인 이름
| - 제1호 허리케인 안드레아 (2501) - 제2호 허리케인 배리 (2502) - 제3호 허리케인 샹탈 (2503) - 제4호 허리케인 덱스터 (2504) - 제5호 허리케인 에린 (2505) | - 제6호 허리케인 페르난도 (사용안함) - 제7호 허리케인 안드레아 (사용안함) - 제8호 허리케인 개브리엘 (사용안함) - 제9호 허리케인 움베르토 (사용안함) - 제10호 허리케인 이멜다 (사용안함) | - 제11호 허리케인 제리 (사용안함) - 제12호 허리케인 카렌 (사용안함) - 제13호 허리케인 로렌초 (사용안함) - 제14호 허리케인 멀리사 (사용안함) - 제15호 허리케인 네스토르 (사용안함) | - 제16호 허리케인 올가 (사용안함) - 제17호 허리케인 파블로 (사용안함) - 제18호 허리케인 레베카 (사용안함) - 제19호 허리케인 세바스티안 (사용안함) - 제20호 허리케인 타냐 (사용안함) |

## 특징
- 활동 기간은 미국 날짜로 표시한다.

## 활동한 허리케인

### 제1호 열대폭풍 안드레아
2025년 제1호 허리케인 안드레아 (ANDREA)는 6월 24일 21시에 중심기압 1014hPa, 최대 풍속 18m/s의 열대폭풍으로 캐나다 세인트존스 남동남쪽 약 1,310km 부근 해상에서 발생하였다. 발생 이후 추가 발달 없이 북동북진하며 이동하였고, 이후 계속 건조 공기 유입과 낮은 수온, 온대저기압화, 매우 낮았던 기압 등, 복합적인 이유로 인해 급속도로 약화가 진행되었으며 발달한 지 몇시간이 채 되지않았음에도 6월 25일 9시에 그린란드 누크 남동남쪽 약 2,910km 부근 해상에서 중심기압 1015hPa, 최대 풍속 15m/s의 온대저기압으로 약화되었다고 발표하였다.

### 제2호 열대폭풍 배리
이 허리케인은 6월 29일 아침 베라크루스 주 턱스판에서 남동쪽으로 약 140km 떨어진 곳에서 열대성 폭풍 배리로 발달하였고, 멕시코만 중부의 중저준위 능선을 타고 북서쪽으로 이동했다. 배리는  같은 날 저녁, 배리는 타마울리파스주 탐피코 남쪽에 상륙하여 열대 저기압으로 약화되었으나, 그 잔해가 미국 텍사스에 상륙해 52명이 숨졌다.

## 같이 보기
- 2025년 태풍
- 2025년 동태평양 허리케인
- 2025년 북인도양 사이클론